# Jean Gaspar Gevaerts
Jean Gaspar Gevaerts también conocido como Gaspar Gevartius o Jan Caspar Gevaerts (1593-1666) fue un jurisconsulto de Amberes y un destacado filólogo. Fue amigo personal del pintor Pedro Pablo Rubens.

## Biografía
Gaspar Gevaerts nació en Turnhout el 6 de agosto de 1593 —localidad entonces en los Países Bajos Españoles, hoy Bélgica— hijo de Johannes Gevaerts (1553-1613) y Cornelia Aerssens, cuyo padre había sido alcalde de Bergen op Zoom. Fue educado por los jesuitas, y luego estudió Artes en la Universidad de Lovaina. Estuvo brevemente al servicio de Benjamin Aubery du Maurier, embajador de Francia en La Haya, donde se hizo amigo de Daniel Heinsius, escribiendo un epitalamio sobre su matrimonio. En 1617 se trasladó a París, entrando en la casa de Henri de Mesmes. En 1621 obtuvo el título en leyes en la Universidad de Douai.
Después de 1621 se convirtió en un importante funcionario del gobierno de la ciudad de Amberes. Escribió obras sobre poesía y ciencias, una de las cuales trata de Marco Aurelio. Su reputación fue conocida por la archiduquesa Isabel Clara Eugenia y el emperador Fernando III.  La biografía de Pierre Gassendi sobre Nicolas-Claude Fabri de Peiresc menciona que en 1620 consultó a Gevaerts, «un erudito famoso y (si acaso) un verdadero erudito», sobre el gabinete de curiosidades del duque de Aarschot. Fue nombrado consejero de estado e historiador real tanto por Felipe IV de España como por el emperador Fernando III.
El 14 de mayo de 1625 Gevaerts se casó con Marie Haecx en la iglesia de Santiago de Amberes. El hijo de ambos falleció con doce años; la hija se casó con Charles Sivori, cuyo padre, Anthonie Sivori, fue alcalde de Amberes durante once mandatos. En 1625, 1627 y 1632 fue secretario de la Congregación Mariana en Amberes, donde fue admitido como ciudadano el 11 de septiembre de 1632.
Gevaerts fue amigo personal de Rubens, y tenía un retrato pintado por él y por Paul de Vos con un busto de Marco Aurelio. Se ocupó de Albert Rubens (1614-1657), el menor de los hijos del pintor, mientras su padre estuvo en misiones diplomáticas. La correspondencia entre Gevaerts y Rubens se conserva en la Biblioteca Real de Bélgica. Trabajó con Rubens y Theodoor van Thulden en la Pompa introitus honori Serenissimi Principis Ferdinandi Austriaci Hispaniarum Infantis..., que conmemora la entrada en la ciudad de Amberes del cardenal-infante, Fernando de Austria.
Gevaerts recibió la tonsura en la capilla del obispo de Amberes el 8 de febrero de 1665. Murió al año siguiente en la misma ciudad el 23 de marzo y fue enterrado en la Catedral de Nuestra Señora.

## Obras
- Publii Papinii Statii Opera omnia, Leiden, 1616
- Electorum libri III. In quibus plurima veterum scriptorum loca obscura & controuersa explicantur, illustrantur & emendantur. Editado por Sebastian Cramoy, París, 1619
- Pompa introitus honore ... Ferdinandi Austriaci, 1641
- Inscriptiones theatri pacis Hispano-batavicae, Amberes, 1648
- Inscriptiones honori serenissimi principis, Leopoldi Gulielmi, archiducis Austriae, Amberes, 1648
- Hymenaeus pacifer; sive theatrum pacis Hispano-gallicae. Published by Plantin Press, Amberes, 1661
- Monumentum sepulchrale, sive inscriptiones tumuli, Amberes, 1666
- Votum ad divam virginem aspricollinam sospitatricem, pro salute ac longaevitate serenissimorum principum Alberti et Isabellae